# 유인석 (희극인)
유인석(劉寅錫, 1984년 8월 26일~ )은 대한민국의 개그맨 겸 쇼핑 호스트이다.

## 학력
- 전주영생고등학교
- 청주대학교 연극영화과

## 경력
- 2012년: KBS 27기 공채 개그맨
- 2017년 1월: CJ오쇼핑 쇼핑호스트
- 2018년 7월: CJ ENM 오쇼핑부문 쇼호스트
- 2018년: 2018 CJmall 쇼크라이브 뻔펀 쇼핑크리에이터
- 2019년: 더퀴즈라이브 퀴다리삼촌
- 2020년: 모바일쇼핑 라이브
- 2023년: 에스윤엔터인먼트 전속계약
- 코스 쇼호스트 아카데미 강사
- 라이브커머스 코리아 아카데미 대표원장

## 연기활동
- KBS2《개그콘서트》
  - 〈뿜 엔터테인먼트〉체리 역
  - 〈갑을 컴퍼니〉신입사원 역
  - 〈시청률의 제왕〉
  - 〈리얼토크쇼〉
  - 〈불편한 진실〉
  - 〈놈놈놈〉송필근의 친구 역
  - 〈놀고있네〉
  - 〈대학로 로맨스〉
  - 〈숨은 표절찾기〉
  - 〈서툰 사람들〉서툰 직원 역
  - 〈불량엄마〉김영희의 매니저 역
  - 〈리액션 야구단〉

## 유행어
- 사장님, 여기 회사입니다.(갑을 컴퍼니)
- 몰랐어 필근아.(놈놈놈)
- 이거!!(놀고있네)
- 접니다.(대학로 로맨스)

## 같이 보기
- 홍인규
- 김준호
- 김진철
- 김지호
- 최효종
- 이원구
- 신보라
- 김지민
- 김원효
- 김혜선
- 박은영